# Erstwhile Susan
Erstwhile Susan er en amerikansk stumfilm fra 1919 af Jack Robertson.

## Medvirkende
- Constance Binney som Barnabetta Dreary
- Jere Austin som David Jordan
- Alfred Hickman som Dr. Edgar Barrett
- Mary Alden som Erstwhile Susan
- Anders Randolf som Barnaby Dreary